# マドリード大賞
マドリード大賞（グランプレミオ・デ・マドリード, Gran Premio de Madrid）は、スペイン・マドリードのサルスエラ競馬場で施行されている競馬の競走。出走条件は3歳以上牡・牝（国際）、同競馬場のグランプリに相当し、国内限定のG1に格付けされている。第1回は1919年6月1日。距離:芝2500m。
スペインでは競馬の人気が低く、もともと行われていたマドリード競馬場が1993年に閉鎖されてから長らく中断されていた。2005年10月23日に9年ぶりにサルスエラ競馬場が再開されたことを受け、翌2006年6月、マドリード大賞も距離をそれまでの2500mから2400mに短縮し同競馬場で13年ぶりに再開、初回はビーモンテ賞（スペインオークスに相当）2着馬バルドリア（Baldoria）が2分32秒54のタイムで優勝した。

## 近年の勝ち馬
- 2025年 War of Dance
- 2024年 War of Dance
- 2023年 El Caney
- 2022年 Media Storm
- 2021年 Lord of the Horizon
- 2019年 Hipodamo de Mileto
- 2018年 Zascandil
- 2017年 Tuvalu
- 2016年 Madrileno
- 2014年 Frine[1]
- 2013年 Entre Copas
- 2012年 Karluv Most
- 2011年 Entre Copas
- 2010年 Karluv Most
- 2009年 Faramir
- 2008年 Bannaby
- 2007年 Premier Galop
- 2006年 Baldoria